# Андерсоніт
Андерсоніт, Na2Ca(UO2)(CO3)3·6H2O, або гідратований уранілкарбонат натрію та кальцію — рідкісний карбонатний мінерал урану, вперше описаний у 1948 році.

## Етимологія та історія
Названий на честь Чарльза Альфреда Андерсона (1902—1990) з Геологічної служби Сполучених Штатів, який вперше описав цей мінеральний вид. Вперше його було описано в 1948 році для проявів у копальні Гіллсайд поблизу Багдада, округ Юрика, округ Явапай, штат Аризона.

## Загальний опис
Андерсоніт знаходять у покладах урану, що містяться в пісковику. Він має сильний блиск від склоподібного до перламутрового і є флуоресцентним. Зразки андерсоніту зазвичай світяться яскраво-лимонно-жовтим (або зеленим із синіми відтінками залежно від родовища) в ультрафіолетовому світлі. Зазвичай зустрічається у вигляді напівпрозорих невеликих ромбоедричних кристалів, які мають кути, близькі до 90 градусів, хоча номінально його кристалічна система тригональна. Твердість за Моосом становить 2,5, а середня питома вага 2,8.

## Поширення
Зустрічається в окисненій зоні урановмісних родовищ поліметалічних руд. Він також може проявлятися у вигляді кірки вивітрювання на стінах і деревині у виробках уранових копалень. Оскільки цей мінерал є водорозчинним, зразки повинні зберігатися в сухих умовах. Зустрічається з шрекінгеритом, бейлітом, шварцитами, болтвудитом, лібігітом і гіпсом.